# ジメチルアセトアミド
ジメチルアセトアミドは化学式C4H9NOで表される有機化合物である。N,N-ジメチルアセトアミドとも呼ばれ、DMAやDMAcと略されることがある。
無色で水に可溶であり、吸湿性を持つ。高沸点の極性溶媒として、有機合成化学において広く用いられる。アルコールやエーテル、ケトン、ハロゲン化物や芳香族などの他の溶媒とも容易に混ざる。しかし、脂肪族炭化水素とはほとんど混ざらない。
アミドの部分は酸触媒で加水分解される。
CH3CON(CH3)2 + H2O + HCl → CH3COOH + (CH3)2NH·HCl
またナトリウムメトキシドなど強塩基を用いる反応の溶媒にしばしば用いられる。
工業的にもよく用いられる溶媒であるが、人体に有害であり、吸入や皮膚の接触は避けなければならない。発がん性や催奇性があると疑われている。日本では消防法により危険物第4類に指定されている。